# Хотцель, Рудольф
Рудольф Хотцель (нем. Rudolf Hotzel; 14 мая 1909, Витцерода, Берка (Верра), Германская империя — 24 марта 1981, Бад-Херсфельд, ФРГ) — оберштурмбаннфюрер СС, сотрудник главного управления имперской безопасности и начальник одной из зондеркоманд в составе айнзацгруппы B.

## Биография
Рудольф Хотцель родился 14 мая 1909 года в семье учителя. В 1910 году его родители переехали в Айзенах. С 1916 по 1920 год Хотцель посещал народную школу в Айзенахе, потом с 1920 по 1929 год гимназию. С 1929 по 1931 год учился в реальному училище в Бад-Зальцунгене. 5 марта 1931 года сдал выпускные экзамены на аттестат зрелости. С апреля 1931 по ноябрь 1933 года учился в педагогическом институте при Йенском университете. В ноябре 1933 года сдал первый государственный экзамен, осенью 1935 года — второй. С 1934 по октябрь 1936 года работал учителем в разных школах в округе Айзенах.
1 сентября 1931 года вступил в НСДАП (билет № 606732) и Штурмовые отряды (СА). В 1932 году был зачислен в ряды СС (№ 113526). В 1936 году поступил на службу в главное управление СД. В 1937 году стал начальником штаба секции СД в Гумбиннене. В сентябре 1938 года стал начальником секции СД в Кёнигсберге. В 1939 году стал начальником отделения СД в айнзацкоманде 1/V. В 1940 году создал отделение СД в Хоэнзальца. В апреле 1940 года возглавил отдел I B (образование и воспитание) в Главном управлении имперской безопасности (РСХА). Летом 1942 года возглавил офицерскую школу полиции безопасности и СД в Шарлоттенбурге. Вскоре после этого снова вернулся в РСХА, только теперь Хотцель возглавлял отдел I B 2 (подрастающее поколение). В октябре 1944 года возглавил зондеркоманду 7b, входящую в состав айнзацгруппы B, находившуюся в Восточной Пруссии. 
26 или 27 апреля 1945 года вместе с вермахтом покинул Восточную Пруссию и 1 мая 1945 года присоединился к верховному командованию вермахта под Витштоком. 3 мая 1945 года попал в американский плен и с 23 июня 1945 года находился в лагере для интегрированных. Хотцеля передали англичанам и осенью 1945 года он был освобождён из плена, однако вскоре был вновь помещён в лагерь для интернированных в Фаллингбостеле. 19 мая 1948 года денацификационная палата в Бенефельде приговорила Хотцеля к трём годам тюремного заключения. 2 июня 1948 года был освобожден из лагеря для интегрированных. С 1948 по 1950 года освоил профессию каменщика. До 1950 года проживал в Пайне в Нижней Саксонии, пока не переехал к родственникам в Бад-Херсфельд. Хотцель освоил ремесло стекольщика и работал по специальности в фирме «Oskar Wilkens» в Бад Херсфельде. Умер 24 марта 1981 года в Бад-Херсфельде.